# Asociación de Mujeres Independientes
La Asociación de Mujeres Independientes (en alemán: Unabhängiger Frauenverband, UFV) fue un partido político de la República Democrática Alemana.

## Historia
El 3 de diciembre de 1989, los participantes de un congreso de mujeres en Berlín Este, Volksbühne, adoptaron el "Manifiesto para un Movimiento de Mujeres Autónomas". Se decidió formar una asociación política para poder participar en la Mesa Redonda establecida como parte del proceso de democratización. Ina Merkel y Walfriede Schmitt fueron nombradas representantes de la UFV para participar en la Mesa. La UFV se entendió a sí misma como un depósito organizativo del movimiento de mujeres autónomo de la RDA. Mostró su oposición a la organización de mujeres leal al régimen, la Federación Democrática de Mujeres de Alemania (DFD).
El 17 de febrero de 1990 tuvo lugar nuevamente en un congreso en Berlín Este el establecimiento oficial de la asociación. Esta segunda fundación fue necesaria para poder competir en las próximas elecciones. Los portavoces elegidas fueron Ina Merkel y Tatjana Böhm. La asociación quería unir grupos de mujeres independientes, iniciativas de mujeres, comisiones de mujeres y también las facciones de mujeres de los partidos y organizaciones de masas de la RDA. La UFV se entendió más como una organización paraguas, donde la autonomía de las organizaciones individuales de mujeres debía ser respetada. La UFV pidió la participación igualitaria de las mujeres en todas las decisiones políticas y económicas. Abogó por tener en cuenta los intereses de las mujeres en la situación de agitación en la RDA y evitar el empeoramiento de la situación social de las mujeres.
En las elecciones generales de Alemania del Este, el 18 de marzo de 1990 , la UFV formó una alianza electoral con el recién fundado Partido Verde de la RDA, la cual obtuvo el 2,0% y ocho escaños en la Volkskammer. Parte del programa electoral conjunto fue la redacción de una carta social para los dos estados alemanes. Después de las elecciones, sin embargo, la alianza se rompió y el Partido Verde tomó posesión de todos los escaños obtenidos.
En las elecciones estatales de Turingia de 1990, la UFV obtuvo un 0.7% de los votos.
Para las primeras elecciones federales de la Alemania reunificada el 2 de diciembre de 1990, la Asociación de Mujeres Independientes formó parte de la coalición entre Alianza 90 y el Partido Verde.
La Asociación de Mujeres Independientes perdió progresivamente importancia tras la reunificación alemana, disolviéndose en 1998. No obstante, hasta la actualidad existen agrupaciones locales que utilizan el mismo nombre.